# Ballinamallard
Ballinamallard (Iers: Béal Átha na Mallacht) is een plaats in het Noord-Ierse district Fermanagh. Ballinamallard telt 1326 inwoners. Van de bevolking is 95,6% protestant en 3,4% katholiek.